# Execução pública

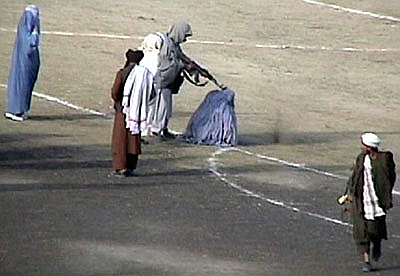
Um militante talibã executando uma mulher no Afeganistão (novembro de 1999).

Uma execução pública é uma forma de punição capital onde "pessoas da população em geral podem assistir". Isto é diferente de execuções "normais" onde civis são chamados para testemunhar a execução para garantir que tudo decorreu naturalmente.
Embora execuções públicas hoje sejam consideradas imorais e não civilizadas em quase todo o mundo (sendo considerada ilegal em vários países), esta pratica foi considerada normal e feita durante um longo período da história, na maioria dos casos com o propósito de "demonstrar poder do Estado [ou de um grupo] ao executar publicamente criminosos, inimigos ou oponentes políticos". Além disso, as execuções públicas também tinham a função de oferecer um "espetáculo" as massas.
De acordo com a ONG Anistia Internacional, em 2012, "execuções públicas ainda aconteciam formalmente no Irã, na Coreia do Norte, na Arábia Saudita e na Somália".

## Atualmente

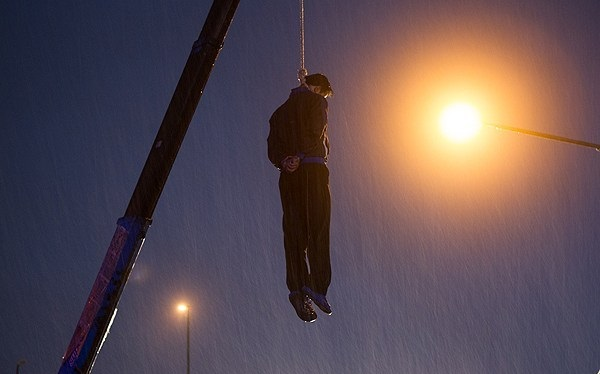
Enforcamento público em 2013 do assassino Ali Mohammadzadeh no Irã

A maioria dos países aboliu totalmente a pena de morte, tanto na lei quanto na prática.
De acordo com a Anistia Internacional, em 2012 “era sabido que execuções públicas foram realizadas no Irã, na Coreia do Norte, na Arábia Saudita e na Somália." A Anistia Internacional não inclui a Síria, o Afeganistão e o Iémen na sua lista de países de execução pública, mas há relatos de execuções públicas realizadas nesses países por intervenientes estatais e não estatais, como o EIIL. O Kuwait às vezes executou pessoas em público. Os prisioneiros são levados para a forca e, assim que um policial sênior dá o mandado assinado, os prisioneiros são enforcados.
Nos Estados Unidos, o público pode visitar a prisão onde uma execução está prestes a ocorrer.
O vice-diretor interino da Anistia Internacional para o Médio Oriente e Norte de África, Rawya Rageh, criticou a execução de cinco indivíduos no Kuwait, incluindo um por delito relacionado com drogas, como um regresso às execuções com "vigor", apelando ao estabelecimento de uma moratória sobre as execuções no sentido da abolição da pena de morte. As execuções foram anunciadas em 27 de julho de 2023, após uma pausa de cinco anos a partir de 2017.